# Jan de Boer
Ne doit pas être confondu avec Jan de Boer (gymnaste).
Jan de Boer (né le 29 août 1898 à Amsterdam aux Pays-Bas, et mort le 1er juillet 1988 dans la même ville) est un joueur de football international néerlandais, qui évoluait au poste de gardien de but.

## Biographie

### Carrière en sélection
Avec l'équipe des Pays-Bas, il joue 5 matchs (pour aucun but inscrit) entre 1923 et 1924. Il joue son premier match en équipe nationale le 29 avril 1923 contre la Belgique et son dernier le 21 avril 1924 contre l'Allemagne.
Il participe aux Jeux olympiques de 1924 organisés en France et à ceux de 1928 organisés à Amsterdam. Il ne joue toutefois pas de matchs lors de ces compétitions.

## Palmarès
Ajax Amsterdam
- Championnat des Pays-Bas (1) :
  - Champion : 1931-32.